# Velîkîi Prîkil, Krasnopillea
Velîkîi Prîkil (în ucraineană Великий Прикіл) este un sat în comuna Mala Rîbîțea din raionul Krasnopillea, regiunea Sumî, Ucraina.

## Demografie
Componența lingvistică a localității Velîkîi Prîkil
     Ucraineană (98,45%)
     Rusă (1,03%)
     Alte limbi (0,52%)
Conform recensământului din 2001, majoritatea populației localității Velîkîi Prîkil era vorbitoare de ucraineană (98,45%), existând în minoritate și vorbitori de rusă (1,03%).